# Gerhard Waibel
Gerhard Waibel (17 de diciembre de 1958) es un expiloto de motociclismo alemán.

## Biografía
Waibel debutó en el Mundial de Velocidad en el Gran Premio de Alemania de 1979 de 125cc junto a su hermano Alfred. Y debutó con victoria en la carrera de 50cc, acabando en la cuarta posición de la clasificación general.
Especialista en cilindradas pequeñas, obtuvo cinco títulos nacionales de velocidad. Su mejor temporada fue 1987, cuando acabó en la tercera posición de la categoría de 80 cc. Después de disputar dos temporadas (1988 y 1989) en 125cc a bordo de una Honda, se retira definitivamente del motociclismo.

## Resultados de carrera

### Campeonato del Mundo de Motociclismo

#### Carreras por año
Sistema de puntos desde 1969 a 1987:
| Posición | 1.º | 2.º | 3.º | 4.º | 5.º | 6.º | 7.º | 8.º | 9.º | 10.º |
| Puntos   | 15  | 12  | 10  | 8   | 6   | 5   | 4   | 3   | 2   | 1    |

Sistema de puntos desde 1988 a 1992:
| Posición | 1.º | 2.º | 3.º | 4.º | 5.º | 6.º | 7.º | 8.º | 9.º | 10.º | 11.º | 12.º | 13.º | 14.º | 15.º |
| Puntos   | 20  | 17  | 15  | 13  | 11  | 10  | 9   | 8   | 7   | 6    | 5    | 4    | 3    | 2    | 1    |

(Carreras en negrita indica pole position, carreras en cursiva indica vuelta rápida)
| Año  | Clase | Equipo      | Moto   | 1       | 2       | 3       | 4       | 5      | 6       | 7       | 8      | 9       | 10      | 11      | 12     | 13      | Pts. | Pos. |
| ---- | ----- | ----------- | ------ | ------- | ------- | ------- | ------- | ------ | ------- | ------- | ------ | ------- | ------- | ------- | ------ | ------- | ---- | ---- |
| 1979 | 50cc  | Kreidler    |        |         | GER 1   | NAT Ret | ESP 4   | YUG 4  | NED Ret | BEL -   |        |         |         |         | FRA 15 |         | 31   | 4.º  |
| 1980 | 50cc  | Kreidler    | NAT 13 | ESP 15  |         | YUG 8   | NED Ret | BEL 7  |         |         |        | GER 11  |         |         |        |         | 7    | 12.º |
| 1981 | 125cc | MBA         | ARG -  | AUT 5   | GER -   | NAT -   | FRA 12  | ESP -  | YUG 8   | NED Ret |        | RSM 8   | GBR Ret | FIN Ret | SUE -  |         | 12   | 15.º |
| 1982 | 125cc | Seel-MBA    | ARG 9  | AUT Ret | FRA 7   | ESP 10  | NAC 13  | NED 9  | BEL 9   | YUG 9   | GBR 18 | SUE 11  | FIN Ret | CHE 5   |        |         | 19   | 14.º |
| 1983 | 125cc | Real        |        | FRA Ret | NAT 12  | GER 8   | ESP -   | AUT 10 | YUG Ret | NED 4   | BEL 6  | GBR 11  | SWE 12  | RSM 6   |        |         | 22   | 12.º |
| 1984 | 80cc  | Real        |        | NAT 5   | SPA Ret | AUT 3   | GER 3   |        | YUG 4   | NED 4   | BEL 7  |         |         | RSM 1   |        |         | 61   | 5.º  |
| 1984 | 125cc | MBA         |        | NAT 10  | SPA -   |         | GER 13  | FRA -  |         | NED 13  |        | GBR -   | SWE -   | RSM Ret |        |         | 1    | 23.º |
| 1985 | 80cc  | Real y Seel |        | ESP 6   | GER 2   | NAT Ret |         | YUG 4  | NED 10  |         | FRA 5  |         |         | RSM 8   |        |         | 35   | 5.º  |
| 1986 | 80cc  | Krauser     | ESP 7  | NAT 4   | GER 5   | AUT 7   | YUG 9   | NED 6  |         |         | GBR 6  |         | RSM 9   | BWU 1   |        |         | 51   | 5.º  |
| 1987 | 80cc  | Krauser     |        | SPA 4   | GER 1   | NAT 10  | AUT 2   | YUG 4  | NED Ret |         | GBR 3  |         | CZE 3   | RSM 4   | POR 3  |         | 82   | 3.º  |
| 1988 | 125cc | Honda       |        |         | ESP 6   |         | NAT Ret | GER 11 | AUT 7   | NED 5   | BEL 10 | YUG Ret | FRA 5   | GBR 20  | SWE 16 | CZE 20  | 52   | 10.º |
| 1989 | 125cc | Honda       | JPN 23 | AUS 20  |         | SPA -   | NAT DNQ | GER 10 | AUT Ret |         | NED -  | BEL -   | FRA -   | GBR -   | SWE -  | CZE DNQ | 6    | 35.º |